# Carlo V Malatesta
Carlo V Malatesta (... – Mantova, 1544) è stato un condottiero italiano.

## Biografia
Carlo V Malatesta figlio di Ramberto Novello Malatesta, che lo istituì suo erede. Morto il padre, dovette lottare con i fratelli, che volevano impadronirsi dello stato, ma ne uscì vincitore.
Quale capitano di uomini a cavallo servì il duca Francesco Maria I della Rovere e nel 1527 lo seguì per portare soccorso a Roma, minacciata dai tedeschi del connestabile di Borbone. Passò con il duca al servizio di Venezia, dalla quale nel 1540 ebbe il governo delle armi di Crema e nel 1541 quello di Verona.
Nominato generale nel Friuli, apprese da alcuni parenti che sarebbe stato imprigionato, e fuggì per evitare ogni tipo di agguato.
Amò fedelmente la nuora, Virginia Accolti e ne ebbe dei figli, e per questo uccise con il veleno la propria moglie Elisabetta Gritti, cugina del doge di Venezia Andrea Gritti, che lo rimproverava e fece sgozzare a Sogliano una cameriera per sospetto di aver palesato il suo segreto. Nel 1542 dal commissario apostolico fu condannato a morte ignominiosa, alla confisca dei beni e con lui Virginia. Carlo riparò prima a Venezia, poi a Mantova, ove morì nel 1544.
Nel 1561 suo fratello Galeotto, prigioniero a Volterra, fece solenne dichiarazione con la quale attestò iniqua la sentenza, perché dettata dall'odio che portava verso Carlo, per cui aveva indotto il figlio di costui a farsi accusare del padre.